# Oćestovo
Oćestovo (v srbské cyrilici Оћестово) je vesnice v Chorvatsku, blízko města Knin, v regionu Dalmácie. Administrativně je součástí města Kninu a Šibenicko-kninské župy. V roce 2011 žilo v obci 144 obyvatel.
Severovýchodně od vesnice prochází Železniční trať Knin–Zadar. V obci se nachází pravoslavný klášter.
Většina obyvatelstva byla až do chorvatské války za nezávislost převážně srbské národnosti. Počet obyvatel činil v roce 1991 (při posledním sčítání lidu před vypuknutím konfliktu) 351 osob. I bez války, během níž byla obec součástí Republiky Srbská krajina, však byl trend počtu obyvatel klesající, především díky tradičnímu dalmatskému vystěhovalectví do větších sídel a těžkým životním podmínkám.